# Kino przyjazne sensorycznie
Kino przyjazne sensorycznie (ang. Sensory Friendly Films) – odmiana seansu filmowego, najczęściej przeprowadzanego w kinie, adresowana do widzów (głównie dzieci) z zaburzeniami w zakresie przetwarzania sensorycznego, szczególnie ze spektrum autyzmu i zespołem Aspergera.
Idea narodziła się w Stanach Zjednoczonych w drugiej dekadzie XXI wieku, a w Polsce implementowano ją od 2017 (cykliczne seanse odbywają się od 2018 w kilkunastu miastach). Pokaz przyjazny sensorycznie cechuje się następującymi elementami:
- przygaszeniem, a nie całkowitym wyłączeniem świateł, co zmniejsza szkodliwy dla widzów kontrast między ekranem a otoczeniem,
- przyciszenie dźwięku, by nie ogłuszał odbiorców,
- brak reklam, aby nie rozpraszać uwagi,
- brak wymogu zachowania ciszy podczas oglądania filmu – można komentować, śpiewać piosenki, tańczyć czy otwarcie wyrażać emocje[2],
- wejście i wyjście z kina odbywa się tą samą drogą, co zmniejsza lęk przed nowym miejscem oraz ułatwia poruszanie się w przestrzeni placówki,
- do sali można przynieść ze sobą własne, przygotowane przez rodziców lub opiekunów przekąski, ponieważ wielu z widzów podlega specjalnym dietom[1][3].

Seanse przyciągają nie tylko osoby z niepełnosprawnościami, ale także rodziny z dziećmi bez dysfunkcji, co sprzyja integracji społeczności. Umożliwienie uczestnictwa w seansach kinowych przeciwdziała też izolacji i wykluczeniu społecznemu osób z autyzmem i innymi schorzeniami w środowisku, w którym żyją, jak również zwiększa dostępną dla nich ofertę kulturalną. Również rodzice redukują podczas tego typu seansów stres związany z negatywną oceną innych widzów, jakiej mogliby doświadczyć podczas ogólnodostępnego pokazu z uwagi na zachowanie ich potomstwa.